# Jordan Hubbard
Jordan K. Hubbard (Honolulu, 8 aprile 1963) è un programmatore statunitense.
È il cofondatore del progetto FreeBSD. Ha avviato il progetto FreeBSD nel 1993 con Nate Williams e Rod Grimes. Nel luglio del 2001 Hubbard accetta di lavorare per Apple come responsabile del gruppo che si occupa dalla tecnologia BSD inserita nel macOS. Dal 2005 è diventato il direttore dell'UNIX Technology, continuando la collaborazione nell'azienda della "mela".